# Hôtel Cornuel

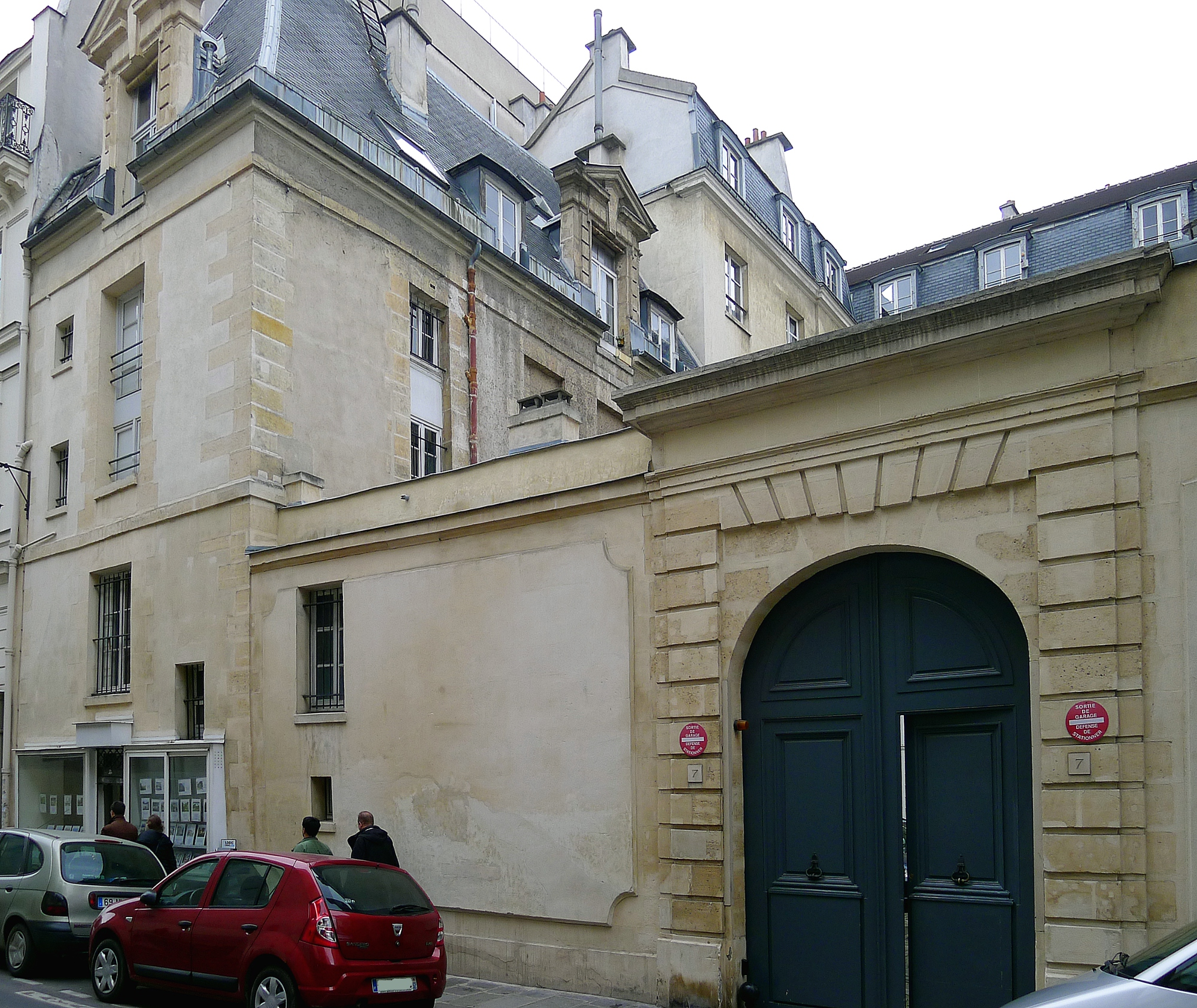
Hôtel Cornuel in Paris (2012)

Das Hôtel Cornuel (auch als Hôtel de Tourolle bezeichnet) in Paris, der französischen Hauptstadt, ist ein Hôtel particulier im 3. Arrondissement. Im Jahr 1980 wurde der Stadtpalast an der rue Charlot Nr. 7 als Monument historique in die Liste der Baudenkmäler in Frankreich aufgenommen.
Das Haus wurde von 1615/16 für Charles Margonne („sécretaire du roi et commissaire ordinaire des guerres“) errichtet, der es 1634 an Claude Cornuel („intendant des finances“) verkaufte. Im 18. Jahrhundert gehörte das Hôtel Cornuel der Familie Le Pilleur de Brévannes.
Das Hôtel particulier entspricht der Baustruktur seiner Zeit, mit einem Corps de logis und zwei Seitenflügeln, die an der Straße mit Eckpavillons enden. Hinter dem Mitteltrakt befand sich die Gartenanlage, die zwei kleine Pavillons besaß. Im 19. Jahrhundert wurde der komplette Baukörper um zwei Geschosse aufgestockt. Im Gegensatz zum ursprünglichen Bau aus Haustein wurden bei der Aufstockung einfache Materialien verwendet. 
In den 1970er Jahren wurde bei Renovierungsarbeiten der Eingang zum Corps de logis stark verändert und ein Fahrstuhl eingebaut. Bei diesen Baumaßnahmen wurden die bemalten Holzdecken der Erbauungszeit wiederentdeckt und restauriert. 
Das Rundbogenportal, das in den Hof führt, wird von Bossensteinen gerahmt.